# Бриенна Тарт
Брие́нна Тарт (англ. Brienne of Tarth) — персонаж серии фэнтези-романов «Песнь льда и огня» американского писателя Джорджа Мартина. Является одним из центральных персонажей (ПОВ) серии, от лица которого ведётся часть глав романов. Появляется в книгах «Битва королей» (1998), «Буря мечей» (2000) и «Танец с драконами» (2011), а в книгах «Пир стервятников» (2005) и «Ветра зимы» является центральным персонажем.
В телесериале «Игра престолов» роль Бриенны Тарт играет британская актриса Гвендолин Кристи. В сериале Бриенна Тарт впервые появляется во втором сезоне в качестве второстепенного персонажа и является основным персонажем начиная с четвёртого сезона.

## Роль в сюжете[2]

### Битва Королей
На турнире у Горького Моста Бриенна отомстила своим неудачливым ухажёрам — в общей схватке она выискивала своих ухажёров и побивала их одного за другим: «Фарроу, Амброза, Биши, Марка Маллендора, Раймонда Нейланда, Уилла-Журавля. Гарри Сойера она сшибла конём, Робину Поттеру разбила шлем, украсив рыцаря большущим шрамом». Среди прочих Бриенне попались не участвовавшие в пари Роннет Коннингтон и Лорас Тирелл — первого Бриенна помнила по неудачному сватовству, «и каждый наносимый ему удар был для неё слаще поцелуя», второй, никогда даже не смотревший на Бриенну, ничем не провинился, кроме золотых роз на щите — Бриенна ненавидела эти цветы, и «один их вид наполнил её бешеной силой».
Последние бои наблюдала Кейтилин Старк, ещё не зная, что вооружённый булавой рыцарь в синих доспехах на вороном жеребце — женщина, и недоумевая, почему зрители так недовольны победами синего рыцаря. Бриенна вышибла Роннета Коннингтона из седла булавой — к этому моменту в общей схватке осталось четверо рыцарей, считая Бриенну, и двое из них (по-видимому, Робин и Гарри) попытались атаковать её с двух сторон, но оба были биты, при этом Бриенна сломала щит, ударив им в лицо одного из нападавших и разбив ему шлем. Лорас Тирелл атаковал её с турнирным топором, осыпая ударами, и изловчился выбить булаву у Бриенны из руки. Оставшись и без щита, и без оружия, Бриенна тем не менее сумела взять верх — когда Лорас налетел на неё для последнего удара, Бриенна голыми руками вырвала у него топор и выпала из седла вместе с ним, подмяв под себя, а затем под угрозой кинжала принудила сдаться. Король Ренли провозгласил Бриенну Тарт победительницей большого турнирного сражения у Горького Моста, последней оставшейся в седле из ста шестнадцати рыцарей. Последняя её победа в турнире, над Лорасом Тиреллом, обеспечила ей место в Радужной Гвардии под именем Бриенна Синяя.
Вместе с Ренли отправилась снимать осаду с Штормового Предела, устроенной королём Станнисом Баратеоном. Была знаменосицей Ренли на переговорах, а после них была назначена нести королевское знамя в авангарде армии под командованием Лораса Тирелла в предстоящей битве. Облачала короля Pенли в доспехи, когда тот был убит колдовской тенью; Ренли скончался прямо у Бриенны на руках, и именно её и Кейтилин Старк обвинили в убийстве. Вместе с ней Бриенна бежала в Риверран. Поклялась отомстить Станнису, но леди Старк убедила её поступить к ней на службу.

### Буря Мечей
После того как леди Старк решила освободить Джейме Ланнистера с целью обмена его на своих дочерей, Бриенна была выбрана ею как телoхранительница сира Джейме и сопровождающего их сира Клеоса Фрея. Поначалу они сплавились вниз по Трезубцу, так им удалось уйти от погони, когда Бриенна сбросила камни на преследователей. Позднее они сменили лодку на лошадей и продолжили путь в Королевскую Гавань, но около Мэйденпула попали в разбойничью засаду. Сир Клеос был убит, сир Джейме, захватив его меч, попытался воспользоваться ситуацией и убить Бриенну, однако она победила его. Сразу же после этого они были захвачены Бравыми Ребятами, которые отрубили Джейме руку и собирались изнасиловать Бриенну, однако её невинность спас Джейме криком "Сапфиры", намекая наёмникам о богатом выкупе за Бриенну с Сапфирового острова.
Оба, Джейме и Бриенна, были доставлены в Харренхолл к лорду Болтону, знаменосцу Старков, который однако был верен лишь собственной выгоде. Отправив Джейме в Королевскую Гавань, он решил оставить Бриенну наёмникам, желавшим получить за неё богатый выкуп. Бриенна однако не была покладиста и откусила их капитану Варго Хоуту ухо. В ответ тот кинул её в платье и с турнирным мечом в яму к медведю. Она была спасена вернувшимся Джейме и вместе с ним продолжила путь в Королевскую Гавань. Во время их путешествия произошла Красная Свадьба и её миссия оказалась бессмысленна, таким образом она ощутила, что подвела второго человека, которому поклялась в верности.
Когда Бриенна прибыла в Королевскую Гавань, Лорас Тирелл, находившийся там в связи со свадьбой своей сестры Маргери и короля Джоффри, обвинил её в убийстве Ренли, однако Джейме, новый Лорд Командующий Белой Гвардией, приказал взять её под стражу, тем самым он уберёг девушку от расправы. После того, как Джейме удалось разубедить Лораса в его желании мстить, Бриенна получила свободу и меч из валирийской стали Верный Клятве (или Хранитель Обетов, англ. Oathkeeper). Джейме взял с Бриенны клятву, что она непременно найдёт Сансу Старк и вернёт её родным, тем самым выполнит клятву, данную обеими леди Кейтилин Старк.

### Пир стервятников
Допросив служанку Сансы Бреллу и других жителей Королевской Гавани, она пришла к выводу, что леди Санса сбежала с шутом сиром Донтосом, поэтому она направилась на поиски в Сумеречный Дол через Росби. Под дороге ей встретился другой искатель Сансы (и награды, обещанной за её голову) сир Шадрик. В Сумеречном Доле она получила зацепку, услышав от карлика-воробья рассказ о некоем шуте, который ищет корабль в Девичьем Пруду. Рассудив, что это Донтос, она направилась туда. По дороге она поняла, что от самой Королевской Гавани за ней идёт слежка. Её преследователем оказался Подрик Пейн, сквайр мужа леди Сансы, Тириона Ланнистера, который тоже искал Сансу Старк в надежде найти её мужа, который также исчез. В Девичьем Пруду они встретились с сиром Хайлом Хантом, одним из тех кто пытался заполучить её девственность под стенами Хайгардена. Он отвёл их к лорду Рендиллу Тарли, захватившему город. Там же она нашла Дика Крэба, и он рассказал ей, как обхитрил шута, который искал место на корабле на троих в Вольные Города. За вознаграждение он согласился провести Бриенну и Подрика к шуту и его друзьям. Однако шут оказался Шагвеллом из Бравых Ребят, а его друзья оказались Тимеоном-Дорнийцем и Пигом из той же компании. Они убили Дика, но Бриенне удалось одолеть их. Позже выяснилось, что по приказу лорда Тарли за ней следил Хайл Хант на тот случай, если она найдет-таки Сансу.
По её возвращении лорд Тарли снова настойчиво посоветовал ей вернутся к отцу, сказав, что она доказала то, что хотела доказать. Перед смертью Тимеон рассказал, что дочь Кейтилин Старк находится вместе с Псом, и Бриенна решила искать в этом направлении. Вместе с Подриком и присоединившимся к ним Хайлом Хантом и Септоном Мерибальдом они отправились в Солеварни. Перед Солеварнями они остановились на Тихом острове, монастыре, чьи братья соблюдают обет молчания. Местный настоятель поведал ей о том, что у Сандора была не Санса, а Арья Старк и о том, что Пёс умер.
Зайдя в тупик, она продолжила поход с Септоном по речным Землям в надежде встретить Арью или Сансу. В дороге они остановились в Перекрёстном Трактире, куда случайно в это же время пришла и банда Лже-Пса, Роржа. В жестоком поединке он был убит Бриенной, но затем его «сын» Кусака напал на Бриенну и начал буквально поедать её, пока не был убит кузнецом Джендри, членом Братства без Знамён, которое владело трактиром. Раненая Бриенна была переправлена к лидеру братства, Леди Каменное Сердце, оказавшейся таинственно ожившей Кейтилин Старк. Та осудила Бриенну как предательницу и предложила ей выбор: жизнь Джейме или её собственная, «меч или петля». Бриенна отказалась и была повешена со спутниками.
Задыхаясь, Бриенна успела выкрикнуть одно слово, хотя и неизвестно какое. По самой популярной версии, это было слово «меч» — согласие убить Джейме Ланнистера; другие версии включали в себя «Станнис» (Кейтилин когда-то обещала, что не будет препятствовать Бриенне убить Станниса Баратеона), «Джейме», «сапфиры» и т.п. В 2012 году на фестивале MisCon Мартин подтвердил, что выкрикнутое Бриенной слово было «меч», и что мотивом для этого решения было желание спасти из петли Подрика Пейна.

### Танец с драконами
Близ деревни Пеннитри Бриенна — одна, с Верным Клятве в ножнах — выехала навстречу разведчикам Джейме Ланнистера и потребовала доставить её к командиру. Джейме обратил внимание, что Бриенна неважно выглядит и постарела лет на десять. Бриенна заявила ему, что Санса Старк найдена и находится в дне пути отсюда, но Джейме придётся поехать одному, иначе Пёс убьёт девочку.

### Ветра зимы
Джейме Ланнистер уехал с Бриенной Тарт и пропал без вести, видимо, попав в руки Братства без Знамён и восставшей из мёртвых Кейтилин Старк, твёрдо намеренной отомстить ему.
Изначально глава Бриенны Тарт должна была присутствовать в книге «Танец с драконами», однако позднее она была перенесена в книгу «Ветра зимы». В июне 2022 года, Джордж Мартин сообщил о завершении глав Серсеи Ланнистер и о начале работы над главами Бриенны Тарт и Джейме Ланнистера.

## В экранизации
В телесериале «Игра престолов» роль Бриенны Тарт играет британская актриса Гвендолин Кристи.
Сюжетная линия Бриенны в сериале отличается от книжной начиная с четвёртого сезона. В книгах Бриенна не смогла выйти ни на след Арьи, ни на след Сансы, соответственно, она никогда не находилась в непосредственной близости от Винтерфелла. После отъезда из Королевской Гавани Бриенна стала вести поиски в Речных землях, там же она и оставалась к концу пятой книги.

#### Четвёртый сезон
Начиная с четвёртого сезона, сюжетная линия Бриенны весьма серьёзно отличается от книжной. В конце сезона по наводке Пирожка, они с Подриком настигают Арью с Псом, но та отказывается идти с Бриенной, узнав, что меч ей дал Джейме Ланнистер. С Клиганом у Бриенны завязывается потасовка, которая очень быстро из боя на мечах превращается в драку голыми руками. Однако Бриенне удаётся победить Пса в бою и сбросить его со скалы, нанеся ему тяжёлые увечья. Какое-то время после этого она тщетно пытается отыскать Арью, но та бежит.

#### Пятый сезон
В пятом сезоне Бриенна встречает Сансу, которая направляется с Петиром в Винтерфелл. Девушка отказывается от её помощи, но Бриенна тайно следует за ней до Винтерфелла.
По пути на север она рассказывает Подрику Пейну историю своего знакомства с Ренли Баратеоном, отличающуюся от книжной. Когда она была девочкой, чтобы найти партию для Бриенны — своего единственного выжившего ребёнка - лорд Селвин устроил бал, куда пригласил юных лордов со всего Вестероса. Девочка не хотела идти, но отец насильно приволок её в зал. И, по её словам, все было чудесно. Мальчики как будто не замечали какой высокой и некрасивой она была, они угрожали друг другу дуэлью ради танца с ней. Она была счастлива, пока не заметила, что мальчишки просто смеются над ней, называя «Бриенной Красоткой». Она разрыдалась и хотела убежать, но её остановил Ренли. Он сказал ей, что эти отбросы не стоят её слёз и танцевал с ней до конца вечера. Никто из мальчишек больше не смеялся и не мог ничего сказать — ведь Ренли был братом короля.
В Винтерфелле передаёт Сансе послание, чтобы та, если ей понадобится помощь, зажгла свечу в окне разрушенной башни.
Когда девушка понимает, что больше не может терпеть издевательств Рамси, она просит Вонючку сделать это, так как сама заперта в комнате. Но воля бывшего Теона Грейджоя сломлена настолько, что он со свечой идёт прямо к Рамси. Тот сдирает кожу со старой женщины, передавшей Сансе послание Бриенны, но та ему ничего не рассказывает.
Бриенна продолжает каждый день смотреть на башню, ожидая увидеть свет. Но, за несколько секунд до того, как Санса, на этот раз сама сбежавшая из комнаты, зажигает свечу, женщина уходит, так как Подрик сообщает ей о том, что к замку подошёл Станнис.
После неравной битвы, в которой победил Рамси Болтон, Бриенна находит раненого Станниса в лесу. Она представляется и приговаривает его к смерти от имени Ренли. Станнис настолько отчаялся после смерти жены, дочери и потери армии, что готов умереть. Он произносит последние слова: «Исполняй свой долг». Бриенна опускает меч.

#### Шестой сезон
В самом начале 6 сезона спасла вместе с Подриком Сансу и Теона от высланной Болтонами погони. Рассказала Сансе про встречу с Арьей и стала свидетельницей её расставания с Теоном. Сопроводила вместе с Подриком Сансу на Стену. В беседе с Давосом и Мелисандрой подтвердила гибель Станниса Баратеона, заявив, что убила его сразу же после его признания в том, что он убил своего брата Ренли. Стала свидетельницей получения Джоном Сноу письма с угрозами от Рамси. Присутствовала при разговоре Сансы и Мизинца. Приняла участие в военном совете Чёрного Замка. По приказу Сансы вместе с Подриком отправилась на переговоры с Бринденом Талли, которые прошли неудачно. Как и в книге «Танец с драконами» вновь встретилась с Джейме Ланнистером, однако, в отличие от книги, это произошло до завоевания Риверрана. Во время встречи с Цареубийцей попыталась вернуть ему Верный Клятве. Была в Риверране спасена Бринденом Талли. Отправилась вместе с Подриком по реке Трезубец.

#### Седьмой сезон
В начале 7 сезона Бриенна Тарт воссоединяется с Сансой Старк в Винтерфелле. В финале 7 сезона участвовала в переговорах с Серсеей, встретив на них Пса и Джейме.

#### Восьмой сезон
В начале финального сезона Бриенна Тарт воссоединяется с Сансой Старк в Винтерфелле. Джейме посвящает Бриенну в рыцари перед битвой с белыми ходоками. После битвы Джейме и Бриенна проводят ночь вместе, но Джейме возвращается в Королевскую Гавань к Серсее. В последней серии Бриенна возглавляет королевскую гвардию короля Брана и характеризует Джейме с лучшей стороны в книге, где описаны все рыцари королевской гвардии.

## Восприятие

### Критика

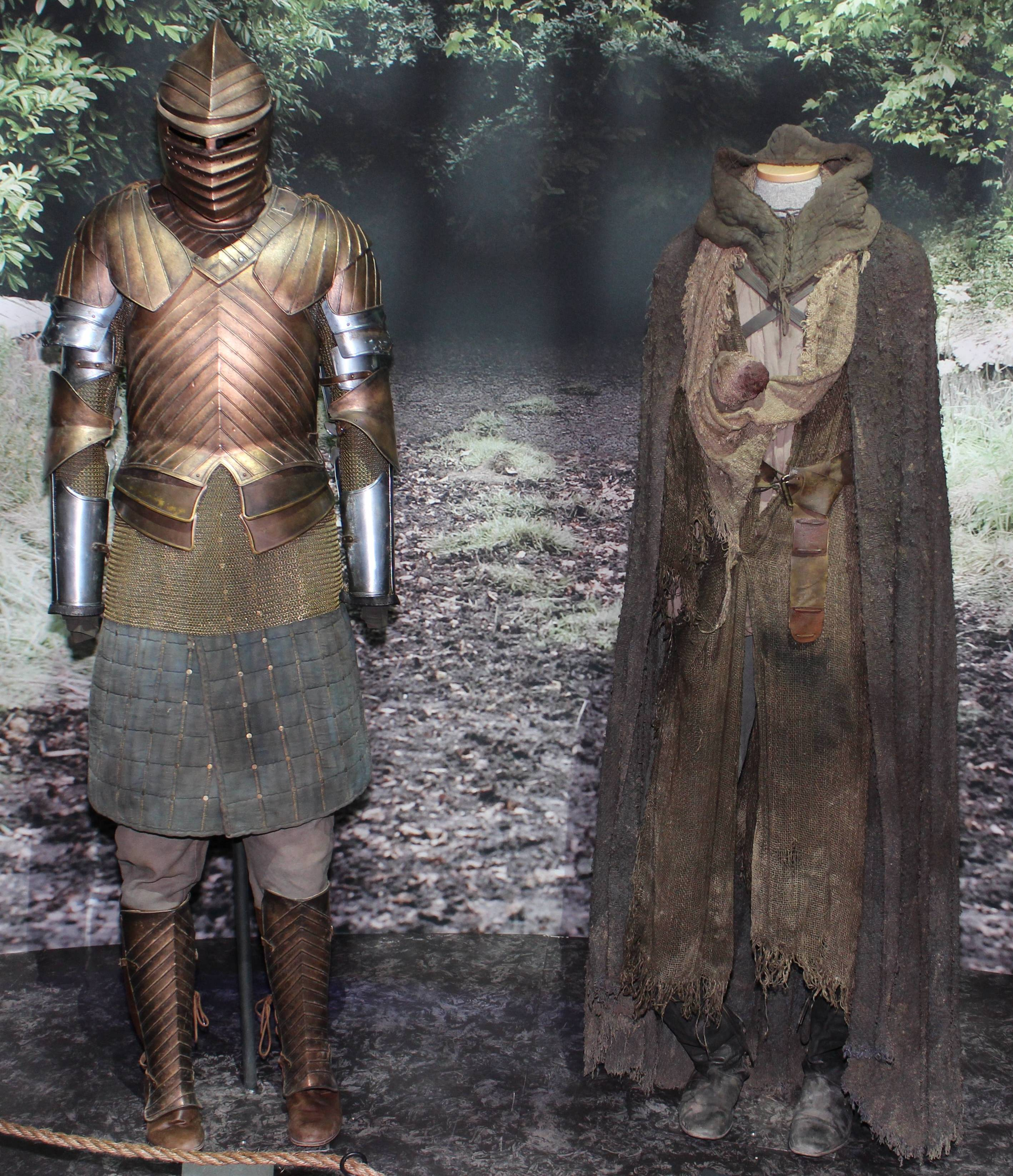
Костюм Бриенны (слева), оружие и доспехи, изготовленные для сериала.

Бриенна завоевала большую популярность среди зрителей «Игры Престолов» и читателей «Песни Огня и Льда». В частности персонажу HBO выпустила выпустила футболку с эмблемой дома Бриенны. Брент Хартинджер в своём эссе охарактеризовал персонажа, как изгоя, «уродку» даже в лице своей культуры, семьи. По его мнению Бриенна — крайне хорошо прописанный персонаж из фантастического романа, где главными героями как правило становятся «стройные, гетеросексуальные, средних размеров люди с обычными способностями и стереотипным поведением, соответствующим их полу». В своей статье на сайте witandfancy Саманта Манн описывала Бриенну, как «потрясающего» персонажа, она придерживается веры в то, что «рыцарь — это благородный человек, всегда держащий свои клятвы» даже в рассказах, где добрые люди совершают плохие поступки или наоборот. Артур МакКаллох с сайта Chamberfour заметил, что Бриенна хотя уникальна, как персонаж, но на самом деле никак не развивается. «Её борьба и проблемы сохраняют постоянный характер. Читатель просто наблюдает за её поисками и в лучшем случае чувствует неудовлетворение».
Кэролайн Спектор в своём эссе заметила, что Бриенна, как женский персонаж бросает вызов и не подчиняется культурным ожиданиям. Её персонаж только подчёркивает восприятие женщин в Вестеросе, а именно, что её товарищи-воины считают её сексуальность — чем-то, что можно брать или добиваться с принуждением, а не тем, что контролирует сама героиня. Аналогично Бриенна сталкивается с постоянным неприятием из-за того, что не стремится выглядеть сексуально для мужчин. При этом сама Бриенна приняла основные атрибуты мужественности и «мужской силы», таким образом преподнося «суровый урок, как осуждают женщин, осмелившихся взять мужскую власть в свои руки и как с ними обращаются в Вестеросе, да и в любой стране с патриархальным обществом».

### Награды
| Год  | Награда                   | Категория                                                            | Результат | Ссылки        |
| ---- | ------------------------- | -------------------------------------------------------------------- | --------- | ------------- |
| 2014 | Saturn Award              | Лучшая второстепенная героиня телесериала                            | Номинация | [ 13 ]        |
| 2014 | Screen Actors Guild Award | Выдающееся исполнение в ансамбле драматического сериала              | Номинация | [ 14 ] [ 15 ] |
| 2015 | Screen Actors Guild Award | Выдающееся исполнение в ансамбле драматического сериала              | Номинация | [ 16 ] [ 17 ] |
| 2015 | Empire Award              | Empire Hero Award (Ансамбль)                                         | Победа    | [ 18 ] [ 19 ] |
| 2016 | Screen Actors Guild Award | Выдающееся исполнение в ансамбле драматического сериала              | Номинация | [ 20 ]        |
| 2019 | Primetime Emmy Award      | Выдающееся исполнение второстепенной актрисы в драматическом сериале | Номинация | [ 21 ]        |